# Гняздово
Гняздово (болг. Гняздово) — село в Болгарии. Находится в Кырджалийской области, входит в общину Кырджали. Население составляет 48 человек.

## Политическая ситуация
В местном кметстве Калоянци, в состав которого входит Гняздово, должность кмета (старосты) исполняет Мехмед  Хасан Неджиб (Движение за права и свободы (ДПС)) по результатам выборов.
Кмет (мэр) общины Кырджали — Хасан Азис (Движение за права и свободы (ДПС)) по результатам выборов.